# Orcier
Orcier ist eine französische Gemeinde im Département Haute-Savoie in der Region Auvergne-Rhône-Alpes.

## Geographie
Orcier liegt auf 653 m, sieben Kilometer südlich der Stadt Thonon-les-Bains (Luftlinie). Das Dorf erstreckt sich im Chablais, auf einem Plateau südlich des Genfersees, am Nordfuß der Savoyer Voralpen.
Die Fläche des 9,39 km² großen Gemeindegebiets umfasst einen Abschnitt des Chablais mit den nördlichen Savoyer Voralpen. Der nordwestliche Teil des Gemeindeareals liegt auf dem Plateau von Orcier (620 m), das vom Ruisseau des Blaves und seinen Quellbächen nach Norden zum Genfersee entwässert wird. Nach Süden und Südosten erstreckt sich der Gemeindeboden über einen steil ansteigenden Hang bis in das Gebiet des Col du Feu und auf den dicht bewaldeten Kamm des Mont d’Hermone, auf dem mit 1412 m die höchste Erhebung von Orcier erreicht wird.

### Gemeindegliederung
Zu Orcier gehören neben dem eigentlichen Dorfzentrum verschiedene Weilersiedlungen. Von Norden nach Süden sind dies: 
- Sorcy (608 m) auf dem Plateau von Orcier
- Charmoisy (622 m) auf dem Plateau von Orcier
- Les Granges (856 m) auf einer Vorterrasse am Nordwesthang des Mont d’Hermone
- Jouvernaisinaz (815 m) auf einer Vorterrasse am Nordwesthang des Mont d’Hermone
- Les Fillient (824 m) in einem Tal am Aufstieg zum Col du Feu
- Les Favrats (921 m) am Aufstieg zum Col du Feu

Nachbargemeinden von Orcier sind Allinges im Norden, Lyaud und Vailly im Osten, Lullin im Süden sowie Draillant im Westen.

## Geschichte
Der Ortsname geht auf den gallorömischen Personennamen Orsinus zurück. Orcier wird im 15. Jahrhundert erstmals erwähnt.

## Sehenswürdigkeiten
Die Dorfkirche Saint-Jacques stammt in ihrer heutigen Gestalt aus dem 19. Jahrhundert, doch wurden in den Bau verschiedene Elemente der Vorgängerbauten aus dem 15. bis 17. Jahrhundert integriert. Auf dem Kamm des Mont d’Hermone (1328 m) steht die Wallfahrtskapelle Notre-Dame-d’Hermone.

## Bevölkerung
| Jahr                       | 1962 | 1968 | 1975 | 1982 | 1990 | 1999 |
| Einwohner                  | 422  | 364  | 401  | 543  | 594  | 686  |
| Quellen: Cassini und INSEE |      |      |      |      |      |      |

Mit 1073 Einwohnern (Stand 1. Januar 2022) gehört Orcier zu den kleineren Gemeinden des Département Haute-Savoie. In den letzten Jahrzehnten wurde ein kontinuierliches Wachstum der Einwohnerzahl verzeichnet.

## Wirtschaft und Infrastruktur
Orcier war bis weit ins 20. Jahrhundert hinein ein vorwiegend durch die Landwirtschaft geprägtes Dorf. Heute gibt es verschiedene Betriebe des lokalen Kleingewerbes. Zahlreiche Erwerbstätige sind Wegpendler, die in den größeren Ortschaften der Umgebung, vor allem in Thonon-les-Bains ihrer Arbeit nachgehen.
Die Ortschaft liegt abseits der größeren Durchgangsstraßen, ist aber von Thonon-les-Bains über die Verbindungsstraße D12 leicht erreichbar. Weitere Straßenverbindungen bestehen mit Draillant, Lyaud und über den Col du Feu mit Lullin.